# 古市村 (大阪府)
古市村（ふるいちむら）は、大阪府東成郡にあった村。現在の大阪市旭区の一部、城東区の一部、鶴見区緑の西部にあたる。

## 地理
- 淀川

## 歴史
- 1889年（明治22年）4月1日 - 町村制施行により、東成郡南島村、森小路村、千林村、今市村が合併して古市村が発足。大字千林に村役場を設置。
- 1925年（大正14年）4月1日 - 大阪市に編入され、東成区南島町、森小路町、千林町、今市町となる。
- 1929年（昭和4年） - 大宮町の新町名が起立。
- 1932年（昭和7年）10月1日 - 分区により、旧村域が旭区へ転属。
- 1933年（昭和8年） - 古市大通の新町名が起立。
- 1937年（昭和12年） - 古市北通、古市中通、古市南通の新町名が起立。
- 1943年（昭和18年）4月1日 - 分区により、古市大通、古市北通、古市中通、古市南通が城東区へ転属。
- 1949年（昭和24年） - 大宮北之町の新町名が起立。
- 1971年（昭和46年） - 旭区が大宮、高殿、森小路、千林、今市の現行町名を実施。
- 1973年（昭和48年） - 城東区が古市、関目の現行町名を実施。
- 1974年（昭和49年）7月22日 - 分区により、古市のうち大阪内環状線（現・国道479号）以東が鶴見区へ転属。鶴見区が緑の現行町名を実施。

## 交通

### 鉄道路線
- 京阪電気鉄道
  - 京阪本線
    - 森小路停留所（現・千林駅）

現在は上記の他に京阪本線森小路駅、Osaka Metro谷町線関目高殿駅、千林大宮駅、今里筋線新森古市駅が所在するが、当時は未開業。

### 道路
現在は旧村域を阪神高速12号守口線が通過するが、当時は未開通。